# 米澤淳司
米澤 淳司（よねざわ あつし、1985年8月3日 - ）は、大阪府出身のサッカー選手。ポジションはフォワード、ミッドフィールダー。

## 来歴
千葉県の少年団でサッカーを始める。中学時代はジェフユナイテッド市原・千葉の下部組織に在籍し、高校ではジェフユナイテッド市原・千葉ユースチームで活躍した。ユース時代の同期は八角剛史、秋葉信秀、半田武嗣らがいる。一時期、ジェフユナイテッド市原・千葉リザーブスに練習生として参加していた。
2013年2月、Iリーグ2部のロイヤル・ワヒンドFCと契約した。2年目である2014年シーズンには、チームを1部に昇格させた。
2014年6月よりインドネシア・スーパーリーグのペルシバ・バントゥルに移籍した。
2022年より地頭薗雅弥が創設したSETAGAYA UNITEDの運営に参画。選手としてもプレーする。

## 所属クラブ
- 1998年-2000年 ジェフユナイテッド市原・千葉Jrユース (千葉市立大椎中学校)
- 2001年-2003年 ジェフユナイテッド市原・千葉ユース[4] (千葉市立千葉高等学校)
- 2004年-2007年 中央大学サッカー部[5]
- 2008年  ジェフユナイテッド市原・千葉
- 2013年2月-2014年5月  ロイヤル・ワヒンドFC（英語版）[6]
- 2014年6月-10月  ペルシバ・バントゥル（英語版）
- 2014年12月-2015年5月  ズウェガビン・ユナイテッドFC（英語版）
- 2015年11月-2016年6月  アイゾールFC
- 2016年12月-2017年5月  ミネルヴァ・パンジャーブFC
- 2017年6月-2018年5月  アイゾールFC
- 2018年7月-2019年  ラフマトガンジMFS（英語版）
- 2019年-2020年  セマラクFC（英語版）
- 2020年-2021年  スーパー・ユナイテッド・スポーツ（英語版）
- 2022年-  SETAGAYA UNITED

## 個人成績
| 国内大会個人成績 | 国内大会個人成績 | 国内大会個人成績 | 国内大会個人成績          | 国内大会個人成績 | 国内大会個人成績 | 国内大会個人成績 | 国内大会個人成績 | 国内大会個人成績 | 国内大会個人成績 | 国内大会個人成績 | 国内大会個人成績 |
| 年度             | クラブ           | 背番号           | リーグ                    | リーグ戦         | リーグ戦         | リーグ杯         | リーグ杯         | オープン杯       | オープン杯       | 期間通算         | 期間通算         |
| 年度             | クラブ           | 背番号           | リーグ                    | 出場             | 得点             | 出場             | 得点             | 出場             | 得点             | 出場             | 得点             |
| 日本             | 日本             | 日本             | 日本                      | リーグ戦         | リーグ戦         | リーグ杯         | リーグ杯         | 天皇杯           | 天皇杯           | 期間通算         | 期間通算         |
| ---------------- | ---------------- | ---------------- | ------------------------- | ---------------- | ---------------- | ---------------- | ---------------- | ---------------- | ---------------- | ---------------- | ---------------- |
| 2008             | 千葉             | 48               | J1                        | 0                | 0                | 0                | 0                | -                | -                | 0                | 0                |
| インド           | インド           | インド           | インド                    | リーグ戦         | リーグ戦         | リーグ杯         | リーグ杯         | オープン杯       | オープン杯       | 期間通算         | 期間通算         |
| 2013             | ワインドー       | 23               | 2nd Division              | 6                | 2                | 0                | 0                | 0                | 0                | 6                | 2                |
| 2014             | ワインドー       | 23               | 2nd Division              | 10               | 4                | 0                | 0                | 0                | 0                | 10               | 4                |
| インドネシア     | インドネシア     | インドネシア     | インドネシア              | リーグ戦         | リーグ戦         | リーグ杯         | リーグ杯         | オープン杯       | オープン杯       | 期間通算         | 期間通算         |
| 2014             | バントゥル       | 30               | スーパーリーグ            | 12               | 8                | 0                | 0                | 0                | 0                | 12               | 8                |
| ミャンマー       | ミャンマー       | ミャンマー       | ミャンマー                | リーグ戦         | リーグ戦         | リーグ杯         | リーグ杯         | オープン杯       | オープン杯       | 期間通算         | 期間通算         |
| 2015             | ゼカピンU        | 11               | Myanmar National League   | 14               | 6                | 0                | 0                | 0                | 0                | 14               | 6                |
| インド           | インド           | インド           | インド                    | リーグ戦         | リーグ戦         | リーグ杯         | リーグ杯         | オープン杯       | オープン杯       | 期間通算         | 期間通算         |
| 2016             | アイゾール       | 10               | I-League                  | 4                | 0                | 0                | 0                | 0                | 0                | 4                | 0                |
| インド           | インド           | インド           | インド                    | リーグ戦         | リーグ戦         | リーグ杯         | リーグ杯         | オープン杯       | オープン杯       | 期間通算         | 期間通算         |
| 2017             | ミネルルヴァ     | 48               | I-League                  | 14               | 4                | 0                | 0                | 0                | 0                | 14               | 4                |
| インド           | インド           | インド           | インド                    | リーグ戦         | リーグ戦         | リーグ杯         | リーグ杯         | オープン杯       | オープン杯       | 期間通算         | 期間通算         |
| 2018             | ラマトガン       | 7                | Bangladesh Premier League | 0                | 0                | 2                | 0                | 0                | 0                | 2                | 0                |
| 総通算           | 総通算           | 総通算           | 総通算                    | 62               | 24               | 0                | 0                | 0                | 0                | 62               | 24               |